# Beemdbrikgronden
Beemdbrikgronden is een bodemtype binnen het Nederlandse systeem van bodemclassificatie en behoort tot de hydrobrikgronden. De naam 'beemd' verwijst naar lage, natte graslanden. De bovengrond (A-horizont) is lutum arm, de ondergrond (B- en C-horizonten) zijn rijk aan lutum. In de B-horizont is door kleiinspoeling een briklaag ontstaan.
Dit zijn gronden die zeer weinig voorkomen. Plaatselijk worden ze aangetroffen in oude rivierklei afzettingen langs de Maas in Limburg, ten oosten van het Montferland en in het Land van Maas en Waal.
De oorspronkelijk zeer sterk wisselende rivierstanden hadden herhaaldelijk overstromingen van de lage alluviale delen langs de Maas tot gevolg en veroorzaakten periodiek hoge waterstanden in de lagere delen van de laat-pleistocene terrassen. Veel van deze oude rivierkleigronden ontvangen kwel van hoger gelegen terrassen. Bij hoge waterstanden van de Maas werd de afvoer van het water belemmerd. Hierdoor is gley gevormd. Na de kanalisatie van de Maas is de waterstand in deze gronden veel regelmatiger geworden. De meeste gleyvlekken zijn daarom nu fossiele verschijnselen. Door het periodiek diep wegzakken van het grondwater heeft in deze gronden een uitspoeling van lutum uit de bovengrond plaatsgevonden. Waar de bovengrond uit kleiig materiaal bestond, is hij lutumarm geworden.
De gronden zijn vrijwel direct onder de A-horizont grijs van kleur. Uit de A-laag is humus soms onregelmatig doorgezakt in de grijze E-horizont. Roestvlekken komen in de gehele E voor, maar het aantal neemt zeer sterk toe op de overgang naar de briklaag (B-horizont). Vooral in profielen met fossiele gley komt veel van het ijzer in de briklaag als concreties
voor. Vaak wordt binnen 120 cm zand aangetroffen. In gronden waar de waterstanden niet meer zo hoog zijn, treedt geleidelijk een verbruining van het grijze materiaal op;
deze is het sterkst in de E-horizont.

## Schematische profielbeschrijving
De onderstaande tabel omvat een schematische uiteenzetting van het bodemprofiel van een beemdbrikgrond.
| Horizont | Diepte    | Omschrijving |
| -------- | --------- | --- |
| Ap       | 0–20 cm   | zeer donker grijsbruin tot donkerbruin matig humeus, kleiig zand met een kruimelige structuur                                                                          |
| Eg       | 20–30 cm  | geelbruin en lichtgrijs humusarm kleiig zand, de grijze kleur overheerst; kruimelige, sterk poreuze structuur; met roestvlekken                                        |
| Btg1     | 30–60 cm  | licht grijsbruine en geelbruine zeer lichte zavel; grijze delen hebben een zwak kruimelige structuur, roestige delen een blokkige structuur; er zijn veel grote poriën |
| Btg2     | 60–85 cm  | geelbruine tot oranjebruine en licht grijsbruine matig lichte zavel; blokkige structuur; grote poriën                                                                  |
| Btg3     | 85–95 cm  | lichtbruine en bruinokerkleurige zware zavel, zwakke structuur; goed poreus                                                                                            |
| BCg      | 95–103 cm | grijsbruin en bruinokerkleurig zand; massieve structuur; leemhorizont met leembandjes                                                                                  |
| Cg       | > 103 cm  | grijsbruin zand, naar onderen overgaand in grijs kleiarm zand van de sterk gereduceerde Cr-horizont                                                                    |